# سیکورسکی اس-۱۰
سیکورسکی اس-۱۰ (به انگلیسی: Sikorsky S-10) یک هواگرد ساختِ کارخانهٔ سیکورسکی در کشور ایالات متحده آمریکا است . نخستین استفاده‌کنندهٔ این هواپیما نیروی دریایی روسیه بوده‌است.